# Gurb (ort)
Gurb är en ort i Spanien.   Den ligger i provinsen Província de Barcelona och regionen Katalonien, i den östra delen av landet, 500 km öster om huvudstaden Madrid. Gurb ligger 512 meter över havet och antalet invånare är 2 196.
Terrängen runt Gurb är huvudsakligen kuperad, men åt nordost är den platt. Runt Gurb är det tätbefolkat, med 735 invånare per kvadratkilometer. Närmaste större samhälle är Vic, 3,1 km sydost om Gurb. Trakten runt Gurb består till största delen av jordbruksmark.